# Bettendorf (Frankrijk)
Bettendorf is een gemeente in het Franse departement Haut-Rhin (regio Grand Est) en telt 472 inwoners (2008). De plaats maakt deel uit van het arrondissement Altkirch.

## Geschiedenis
De gemeente maakte deel uit van het kanton Hirsingue tot dit op 22 maart 2015 werd opgeheven en Bettendorf werd opgenomen in het kanton Altkirch.

## Geografie
De oppervlakte van Bettendorf bedraagt 4,7 km², de bevolkingsdichtheid is 90,9 inwoners per km².

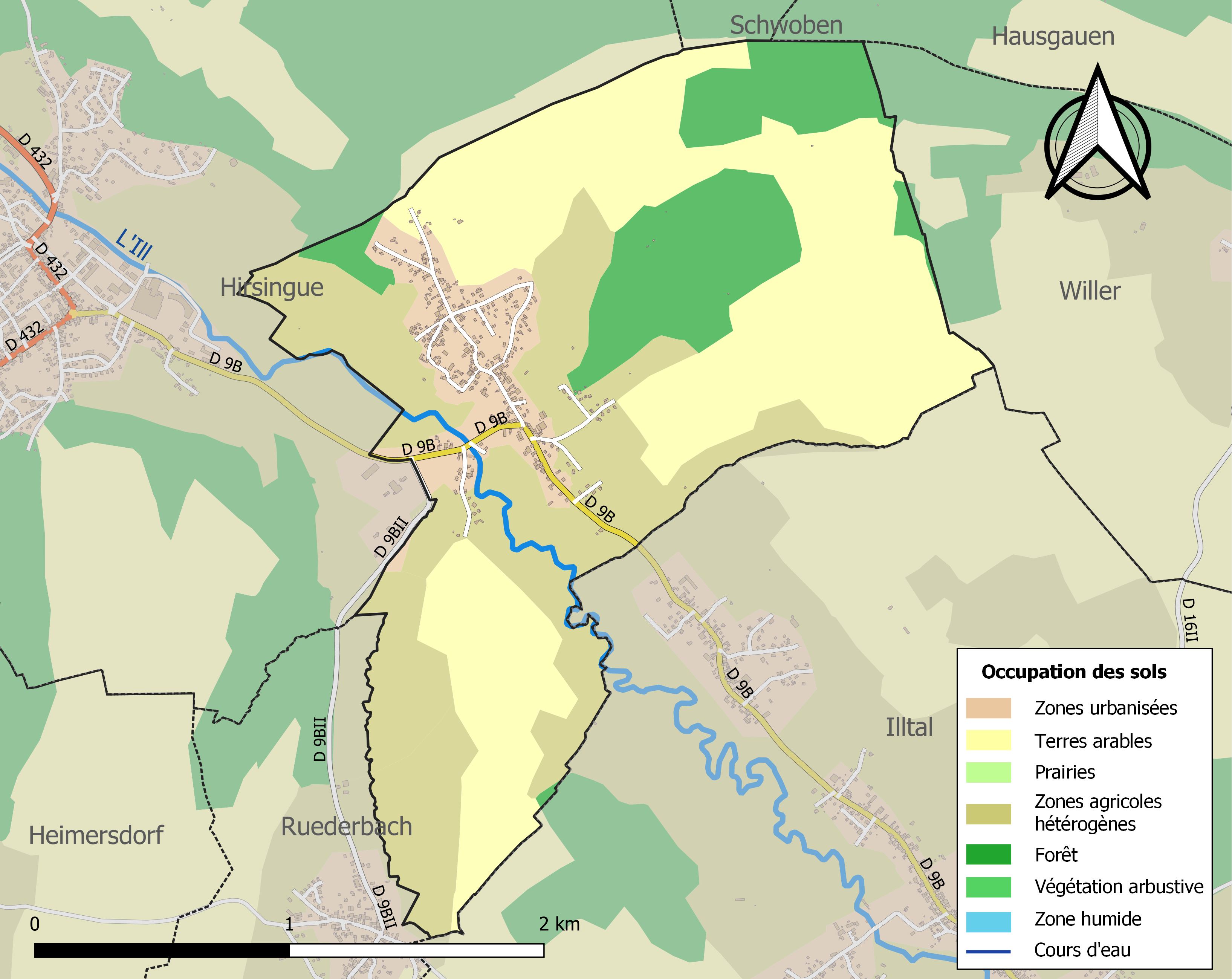
Kaart van de gemeente met de belangrijkste infrastructuur, bodemgebruik en omliggende gemeenten

## Demografie
Onderstaande figuur toont het verloop van het inwonertal (bron: INSEE-tellingen).